# Elektrozavodskaja (stanice metra v Moskvě)
Elektrozavodskaja (rusky Электрозаводская) je přestupní stanice Moskevského metra na Arbatsko-Pokrovské lince. 

## Dějiny stanice
Moskevské metro bylo dále rozšiřováno i v průběhu druhé světové války. Jako jedna ze sedmi stanic postavených v té době byla stanice Elektrozavodskaja předána do provozu 15. května roku 1944. Patří ke třetímu stavebnímu úseku Moskevského metra. Celý úsek od stanice Kurskaja do stanice Partizanskaja (tehdy se jmenovala Izmailovskaja) byl zprovozněn již 18. ledna 1944. Stanice Elektrozavodskaja, která na něm leží, byla dostavěna o čtyři měsíce později.

## Charakter stanice
Elektrozavodskaja je konstruována jako podzemní, trojlodní stanice se sedmi páry prostupů, zkrácenou střední lodí a jedním eskalátorovým tunelem, vedoucím do povrchového vestibulu se čtvercovým půdorysem a s kupolí. 
Je jednou z nejznámějších stanic celé sítě metra. V roce 2002 ji využilo kolem 45 tisíc lidí, za rok 2002 to bylo 16,5 milionu cestujících.
Z hlediska svého vybavení a výzdoby je tato stanice známá mimo jiné díky kruhovým světlům, umístěným ve střední lodi stanice, kterých je celkem 318. Osvětlení v bočních lodích je zajištěno zavěšenými lampami a lampami na stěnách.
Hlavním tématem pro její architektonické ztvárnění a výzdobu byl výzkum a rozvoj použití elektřiny v národním hospodářství, protože nedaleko ní se nachází elektrárna. V podzemních prostorech přitahují pozornost cestujících portréty průkopníků elektrotechniky, jako byli například William Gilbert, Benjamin Franklin, Michail Lomonosov, Michael Faraday, Pavel Nikolajevič Jabločkov a Alexandr Stěpanovič Popov. Na bílých mramorových sloupech na rozhraních jednotlivých lodí jsou vyobrazeni zemědělci, stěny za nástupištěm a některé stěny ve vestibulu jsou obložené červeným mramorem, původem z Gruzie. Architekti stanice Vladimir Ščuko (zemřel v roce 1939 během práce na projektu) a Vladimir Gelfrajch získali za ztvárnění Elektrozavodské státní cenu SSSR. Kromě těchto dvou známých architektů, kteří se podíleli na projektech více stanic Moskevského metra, spolupracoval na projektu této stanice Gelfrajchův žák Igor Rožin.
Od 19. května 2007 byl vestibul stanice uzavřen, a to i s eskalátorovým tunelem. Důvodem byla rekonstrukce a výměna eskalátorů. Během rekonstrukce vlaky projížděly stanicí bez zastavení, vzhledem k tomu, že Elektrozavodskaja má jediný vestibul a cestující by nemohli vystoupit. Stanice byla po rekonstrukci znovu otevřena 28. listopadu 2008.
Od 31. prosince 2020 je tato stanice přestupní - byla otevřena stejnojmenná stanice na lince Bolšaja kolcevaja, jejíž vestibul je po povrchu vzdálený cca 200 metrů. V současnosti probíhají práce na podzemním průchodu mezi oběma stanicemi.